# 아키나카촌
아키나카촌(秋中村)은 야마구치현 구가군에 설치되었던 촌이다. 현재의 이와쿠니시에 해당한다.

## 역사
- 1889년 4월 1일 - 정촌제 시행에 의해 구가군 이키나카촌이 성립하였다.
- 1955년 4월 1일 - 가미바타촌과 합병해 미와촌이 성립, 동일 아키나카촌은 폐지되었다.

## 참고문헌
- 角川日本地名大辞典 35 山口県